# Duronia (geslacht)
Duronia is een geslacht van rechtvleugeligen uit de familie veldsprinkhanen (Acrididae). De wetenschappelijke naam van dit geslacht is voor het eerst geldig gepubliceerd in 1876 door Stål.

## Soorten
Het geslacht Duronia omvat de volgende soorten:
- Duronia chloronota Stål, 1876
- Duronia curta Uvarov, 1953
- Duronia sanguinolenta Bolívar, 1889